# ملعب عبد الرحمان بن ساسي
ملعب عبد الرحمان بن ساسي هو ملعب لكرة القدم يقع في مدينة مروانة الجزائرية. ويلعب فيه نادي أمل بلدية مروانة.

## مواضيع ذات صلة
- الرياضة في الجزائر
- الاتحادية الجزائرية لكرة القدم
- قائمة ملاعب كرة القدم في الجزائر

## وصلات خارجية
- (بالعربية) الموقع الرسمي للاتحادية الجزائرية لكرة القدم